# Arturo Prat (1881)
El Arturo Prat, luego Tsukushi, fue un crucero desprotegido mandado a construir en octubre de 1879 para la Armada de Chile, durante el desarrollo de la guerra del Pacífico, para poder dar caza al monitor blindado Huáscar y a la corbeta de hélice Unión, que por su mayor andar lograban eludir a la escuadra chilena durante la campaña naval de esa guerra.
Nunca llegó a Chile ya que fue retenido por el Reino Unido a causa de la guerra, y al finalizar la contienda en 1883, terminó siendo vendido a la Armada Imperial Japonesa en donde cumplió servicio hasta el fin de su vida útil en 1910. La importancia de este novedoso buque radica en que se aplicaron conceptos navales que serían el primer paso o la puerta de entrada hacia un nuevo tipo de buque, el llamado crucero protegido.

## Encargado por Chile
A principios de 1879 el gobierno de Chile envió a Europa una comisión naval conformada por el capitán de navío Luis Alfredo Lynch y su hermano el teniente 1.° Luis Ángel Lynch con instrucciones para contratar la construcción de nuevos buques de guerra para la Armada de Chile, específicamente dos cañoneras similares a las de la Clase Rendel construidas para la Armada Argentina. Para esta misión ambos oficiales navales fueron puestos a las órdenes de la legación chilena ubicada en París, y que por ese entonces estaba a cargo del diplomático Alberto Blest Gana.
Si bien en un primer momento se pensó en construir dos cañoneras similares a las ya mencionadas, las autoridades navales chilenas desecharon la idea debido a los percances de la guerra contra Perú y Bolivia. Dentro del marco de la campaña naval, los buques peruanos Huáscar y Unión eludían eficazmente a la escuadra chilena gracias al mayor andar que poseían y ejecutaban acciones tendientes a dañar las líneas navales de comunicación y suministros chilenos, dificultando la labor de proyectar el poder militar sobre el territorio peruano. Es por esto que mientras se concebía un plan para capturar o destruir los buques peruanos, se decidió encargar la construcción de un buque con los requerimientos necesarios para darles caza.
Para su construcción la legación chilena se contactó con el astillero de la Casa Armstrong en Elswick, ubicado en Newcastle. También se contó con la colaboración de los ingenieros navales británicos George W. Rendel y sir Edward J. Reed. Este último se desempeñaba en esos momentos como consultor naval del gobierno chileno, bajo las órdenes directas de Blest Gana que lo había contratado para tal objeto.
Su construcción correspondió al proyecto N.º 339 y se gastó solamente 80.750 libras esterlinas de la época.

## Diseño

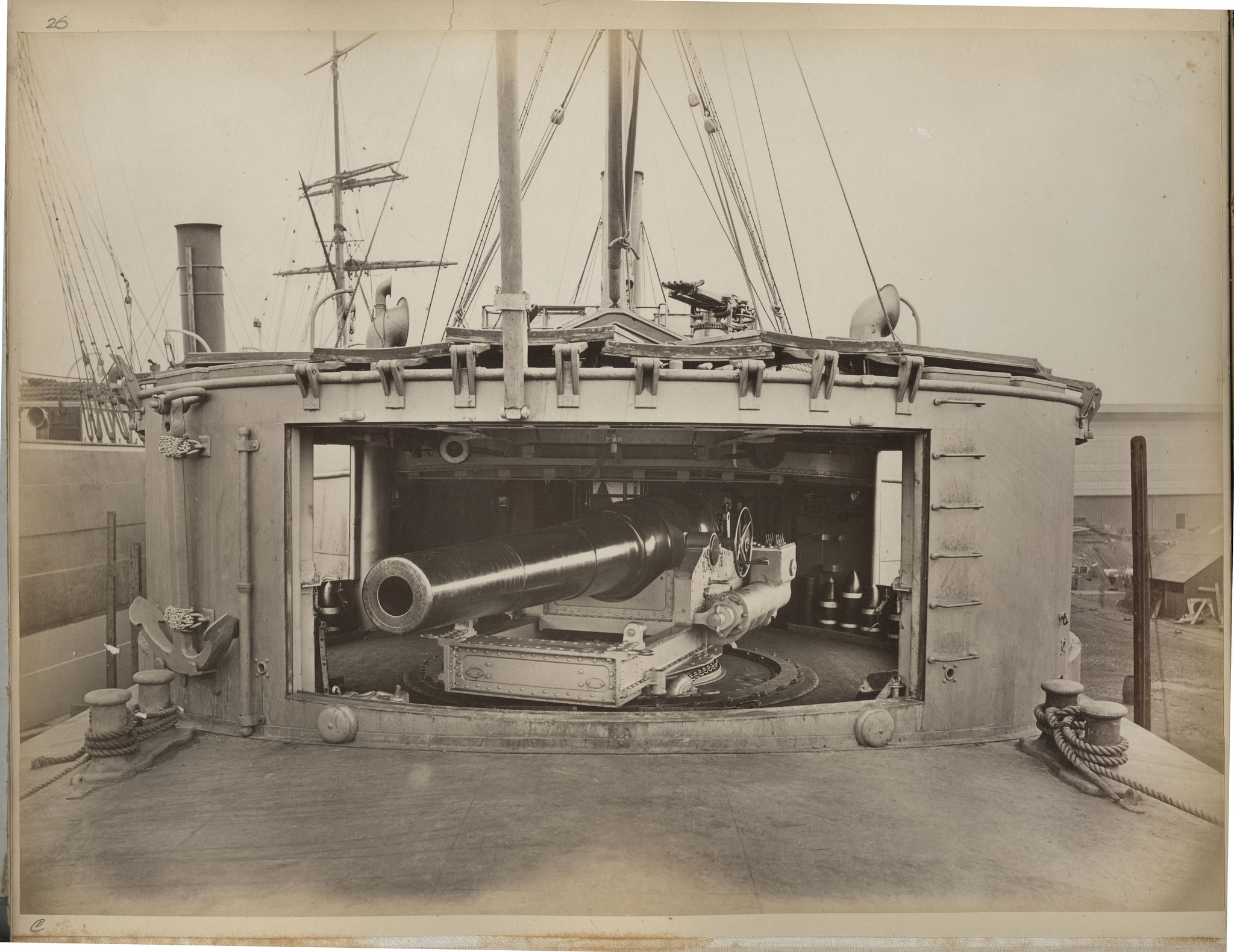
Una de las baterías principales del crucero cañonero Yang Wei, gemelo del Arturo Prat, con su cañón de retrocarga Armstrong de 254 mm (10 pulgadas). Tanto la casamata de proa como la de popa contaban con portas rebatibles, a fin de mantenerlas estancas durante navegaciones en mar gruesa.

Los ingenieros Rendel y Reed lograron construir un buque con una combinación de poderosa artillería y gran velocidad, pero con poco blindaje, aunque lo suficientemente aceptable para hacer frente a las naves de guerra existentes en este lado del Pacífico. Su armamento era el más moderno de la época. La artillería principal se hallaba compuesta por dos cañones de retrocarga Armstrong de 10 pulgadas de diámetro que disparaban proyectiles de 400 libras a una distancia máxima de 7300 metros, con una energía suficiente para atravesar planchas de 20 pulgadas.
Sus piezas principales estaban dentro de dos casamatas sin blindaje, montadas sobre cureñas hidráulicas de pivote central, situadas en cada extremo, en posición de caza y retirada, y teniendo cada una un campo de tiro de 184º, con lo que estaba en capacidad de batir blancos hacia proa y popa así como por ambas bandas simultáneamente, sin necesidad de tener que variar su rumbo. Para la ronza las piezas podían ser operadas con el sistema hidráulico o en modo manual. Al diseñar la ubicación de estos cañones se consideró que estuvieran ambos bien apartados, lo que le permitiría continuar disparando con cualquiera de ellos en caso de que uno fuese impactado. 
Contaba también con una batería secundaria conformada por cuatro cañones de 4,7 pulgadas, destinados a batir buques sin blindar, dos cañones de 9 libras, cuatro cañones rotativos Hotchkiss de 37 mm y dos tubos lanzatorpedos de 18" Whitehead-Luppis. Además llevaba como arma ofensiva un espolón.
En cuanto a su casco, era todo de acero, siendo más liviano en comparación a los buques de hierro con la misma eslora. En proa, sobre la cubierta principal y por encima del espolón, tenía una falsa proa con mamparos verticales y horizontales, para mejorar sus condiciones de navegación y atenuar la fuerza provocada por el uso del espolón. Todas las aperturas de la cubierta principal, como las escotillas y portas de pasaje, se cerraban por medio de escotillas automáticas. Disponía también de una cubierta longitudinal, completamente estanca y cerrada por escotillas automáticas a la altura de la flotación, de un mamparo vertical situado en el plano diametral, sin apertura alguna, y seis mamparos transversales estancos. Las ventajas de compartimentaje que tenía en general, y con respecto a la provisión de su combustible, eran empleados sus depósitos como un cinturón protector a la altura de la línea de flotación, con lo que el espacio ocupado por el carbón, tenía un espesor aproximado de 4,57m sobre 3,6m de alto, de tal manera que las carboneras mismas actuasen como una especie de capa para amortiguar el impacto de los proyectiles enemigos.

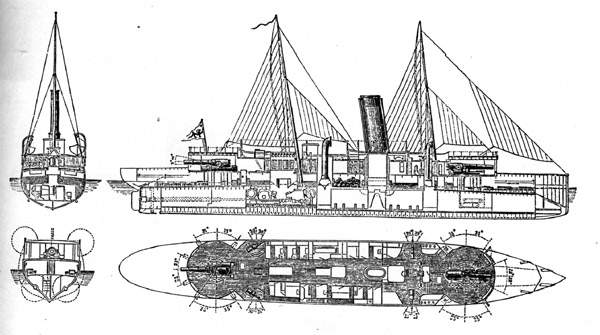
Perfil del crucero cañonero Chao Yung, gemelo también del Arturo Prat, que muestra una mayor apreciación del buque.

La planta propulsora estaba conformada por una máquina de vapor alternativa del tipo compuesto, con cilindros horizontales y dos hélices. Se ubicaba completamente debajo de la línea de flotación y protegida por las carboneras, lo que en caso de combate las preservaba de ser impactadas por la artillería enemiga. Esta máquina tenía una fuerza de 2.887 caballos y podía andar hasta 15½ nudos, con capacidad de mantenerla por un periodo de hasta cinco horas empleando el tiro forzado en sus calderas, característica que le facilitaba el escape de cualquier buque. Las calderas, que eran cuatro, eran del tipo cilíndrico de alta presión y también estaban bajo cubierta. Respecto a la provisión de carbón, era de 300 toneladas, que equivalía a tres días de marcha a toda fuerza y a 20 días en marcha económica. La autonomía en millas era de aproximadamente 5.380 millas a 8 nudos. Tenía también mástiles dobles que podrían ser utilizados para velas.
Contaba también con la ventaja de ser relativamente pequeño, con la altura de su artillería principal a 2,78 m sobre la línea de flotación, ofreciendo poco blanco, considerando que por el largo alcance de su artillería y su velocidad podría también mantenerse fuera del alcance enemigo.
Su diseño resultó atractivo para algunos países, ya que además de su bajo costo por sus dimensiones, se podía obtener un buque que era capaz de enfrentar a otros de mayor tamaño, debido a su poderosa artillería de largo alcance y su velocidad. El gobierno chino de la dinastía Qing, que se hallaba desarrollando un programa de adquisiciones navales para hacer frente al creciente armamentismo japonés, se interesó en su diseño y encargó la construcción de dos buques idénticos. Sin embargo, los rápidos avances tecnológicos incorporados en la construcción de buques de guerra, como por ejemplo su artillería naval, dejó en pocos años en desventaja a esta tipo de buques por su débil blindaje y armas secundarias obsoletas.
Su desarrollo fue la transición entre la cañonera concebido por Rendel y el crucero protegido, cuyo primer ejemplar sería la Esmeralda que fue ordenado por Chile en 1881 y terminado en 1884.

## Construcción y retención del buque
El 2 de octubre de 1879 fue puesta en las gradas del astillero la quilla del Arturo Prat, nombre que se le dio en honor al capitán de fragata Arturo Prat Chacón que había muerto en la jornada del 21 de mayo en Iquique. Seis días después de ponerse su quilla, el Huáscar, el principal buque al que debía batir, había sido finalmente capturado en el combate naval de Angamos, obteniendo Chile de esa manera el dominio del mar por el resto de la guerra. A pesar de este hecho trascendental su construcción continuó.
El 11 de noviembre de 1880 se llevó a cabo su lanzamiento al mar, habiéndose por tanto conseguido su terminación en un espacio de tiempo relativamente corto. Luego se comenzó con el proceso de alistamiento naval para enviarla en el más breve plazo a Chile, siendo encargada esta comisión al capitán de navío Carlos Condell. Sin embargo, su envío al país se vería frustrado por el capitán de navío peruano Alejandro Muñoz, uno de los tantos agentes del Perú enviados a Europa para lograr la adquisición de material bélico para la guerra. 
Aquel marino peruano había descubierto la construcción del buque en octubre, cuando se hallaba supervisando uno de los cuatro cañones que se iban a comprar a la Casa Armstrong para artillar los buques que se estaban construyendo para la Marina de Guerra del Perú en el astillero alemán de Howaldtswerke, en Kiel. Muñoz informó del asunto al ministro peruano en París Toribio Sanz, quien presentó una nota de protesta al gobierno británico a comienzos de 1881 por su construcción siendo por tal razón retenido por efectos de neutralidad.

## Venta a Japón y servicio en la marina imperial

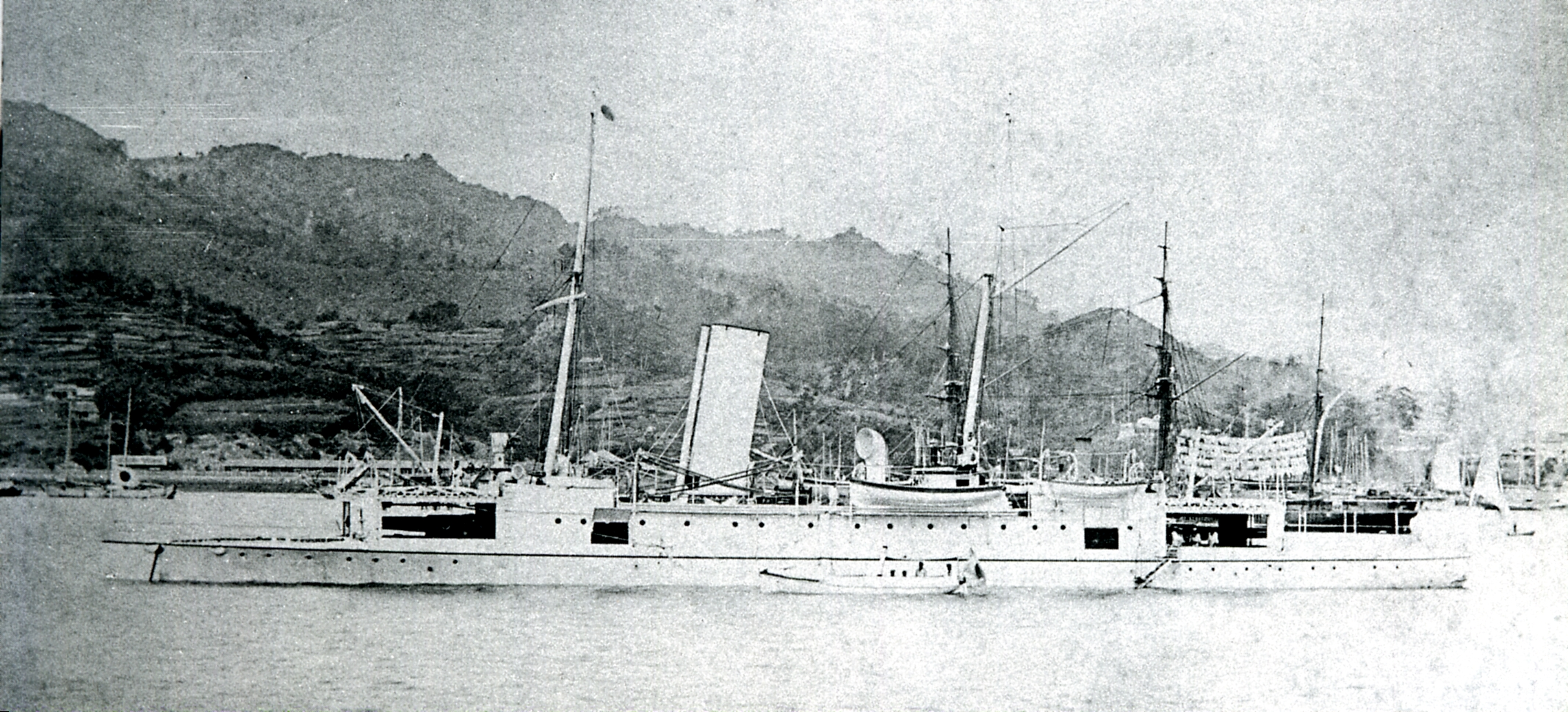
El Tsukushi en Nagasaki alrededor del año 1888.

Debido al término de la guerra en 1883 y por los gastos ocasionados por los tres años de inmovilidad en la que estuvo en Gran Bretaña, se empezó a perder el interés por conservarlo, a ello se sumó el interés de Japón por adquirirlo. El gobierno chileno dispuso que el ministro de marina Carlos Castellón Larenas evaluara tal oferta en función a la utilidad que el buque pudiese tener en aquellos momentos para la marina. Se llevó a cabo una junta de oficiales de marina en Valparaíso el 17 de febrero de ese año para determinar su destino, tomando finalmente la decisión de venderlo.  
Tras algunas gestiones se concretó oficialmente el interés de la Armada Imperial Japonesa en comprarlo, por lo que se envió a una comisión naval a cargo del almirante Ito para llevar a cabo la adquisición efectiva, la que se efectuó el 16 de junio a un costo de 80.000 libras esterlinas, precio similar al pagado por Chile por su construcción. Fue rebautizado como Tsukushi, y luego de un corto periodo de reacondicionamiento, zarpó hacia Japón. 
En sus primeros años de servicio en la marina nipona participó en la primera guerra sino-japonesa que estalló en 1894, integrando el 4.º Escuadrón Naval, y luego integrando las fuerzas navales que tuvieron la misión de capturar la bahía china de Ta Lien, ubicada al este de Port Arthur. Se utilizó también para patrullar las costas de Corea y Weihaiwei.

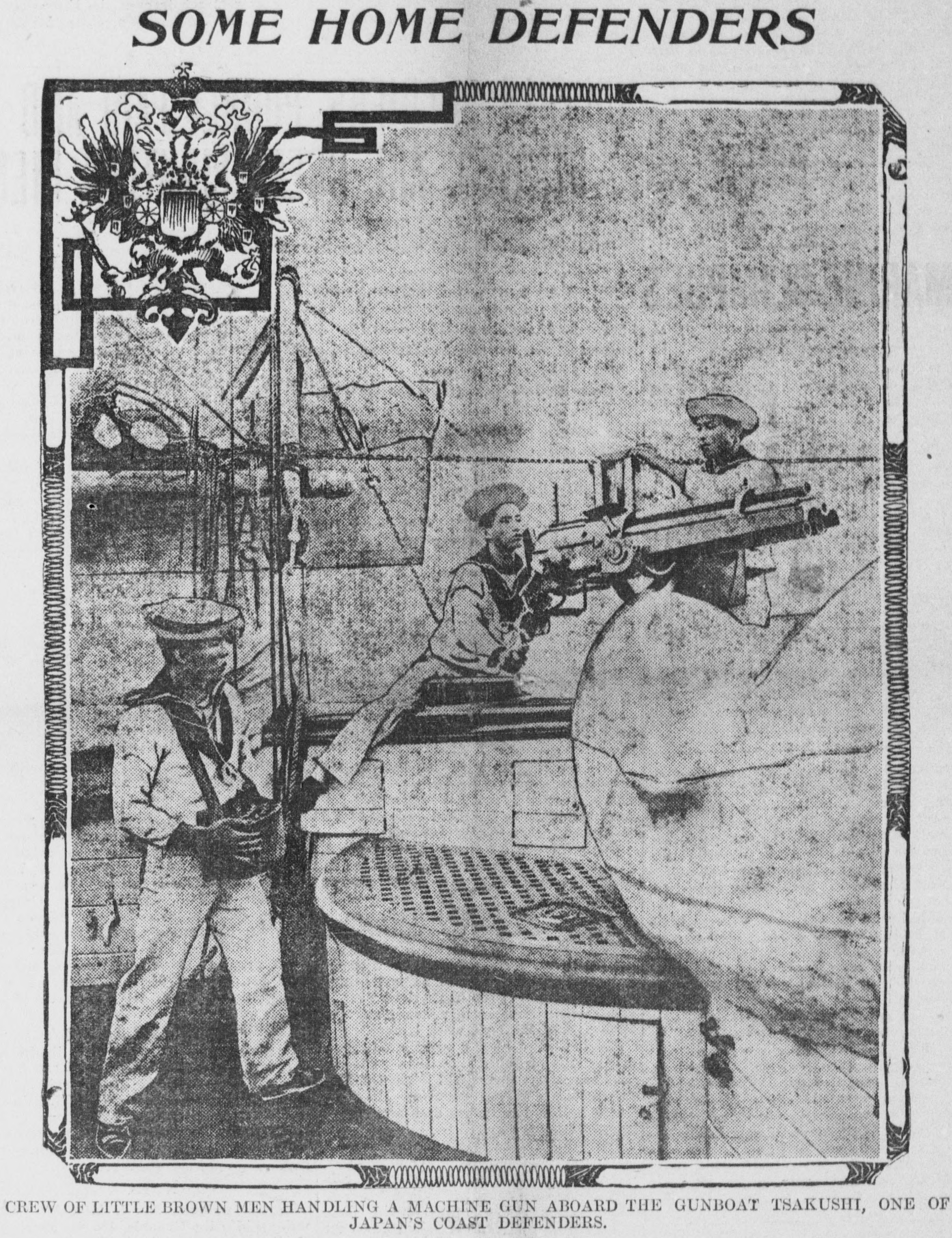
Ilustración de un periódico de la época que muestra a marineros japoneses a bordo del Tsukushi manejando un cañón rotativo.

Fue también asignado como buque insignia de los escuadrones de cañoneras que eran utilizados para apoyar a las tropas de tierra, y en esta calidad llevó a las cañoneras Banjo, Maya y Chokai por el río Taedong, en Corea, en septiembre de 1894, a proporcionar apoyo para la batalla de Pionyang. Por esta razón no pudo estar presente en la decisiva batalla naval del río Yalu acaecida en ese mismo mes, y en donde si estuvieron presentes los dos buques chinos que eran de su misma clase.
Después de la guerra fue reclasificado como cañonero de primera clase y en 1898 se le dotó de nuevo y mejorado armamento, acorde a los nuevos avances tecnológicos. 
En 1900 participó en la llamada rebelión de los Bóxers, estando estacionado primero en Amoy y luego en Shanghái para proteger a los civiles japoneses y en general los intereses nipones en la zona. 
Participó posteriormente en la guerra ruso-japonesa de 1904, desempeñando un papel importante en la captura de las posiciones rusas en Nanshan, en donde logró silenciar con su artillería las baterías costeras enemigas del lugar. Luego fue comisionado a patrullar en las afueras de Newchwang y posteriormente sería destinado como escolta de los transportes con tropas japonesas que se dirigían a la península de Corea.
Durante la batalla naval de Tsushima, debido a que fue destinado a la 7.ª División del 3.er Escuadrón a órdenes del almirante Yamada, cuya misión fue la de permanecer en la retaguardia, no tomó parte activa durante aquella acción naval.
El 25 de mayo de 1906 fue destinado a servir como buque de instrucción en el puerto de Kure. Finalmente fue retirado de servicio en 1910.